# Jean-Paul Baux
Pour les articles homonymes, voir Baux.
Pas d'image ? Cliquez ici

a Compétitions nationales et continentales officielles uniquement.

b Matchs officiels uniquement.
Jean-Paul Baux, né le 16 juin 1946 à Larroque (France) et mort le 21 octobre 2011 à L'Isle-Jourdain (France), est un joueur international français de rugby à XV évoluant au poste de talonneur.

## Biographie
Jean-Paul Baux naît le 16 juin 1946 à Larroque dans le département français des Hautes-Pyrénées.
Pilier de formation, il est formé au CA Lannemezan qui a notamment donné en 1964 une première ligne entière, Baux-Dumas-Rodriguez, au XV de France junior.[réf. nécessaire]
Il atteint avec cette équipe, où évolue également Maurice Dupey, la finale de la Coupe Frantz-Reichel, battu de justesse par le Racing Club de France 3 à 0.
International B au poste de talonneur contre la Nouvelle-Zélande en 1967 à Toulouse, il est ensuite de la tournée 1968 de l'équipe de France chez les All Blacks, disputant les deux premiers test matchs, perdus de manière controversé. En novembre, il connaît ses deux dernières sélections contre les Springboks, à Bordeaux et à Colombes.
Jean-Paul Baux signe au SU Agen en 1969. Ayant hérité d'une licence rouge, il joue toute sa première saison avec l'équipe réserve et ne participe donc pas à l'épopée du club, qui atteint la finale du Challenge Yves du Manoir, où Agen s'incline 25 à 22 contre le RC Toulon, et la demi-finale du Championnat de France où le club est battu par La Voulte sportif 9 à 3.
En 1972, il signe au SA Condom où il joue ses deux dernières saisons en première division. En 1974, il s'engage à l'Union sportive Montréjeau en deuxième division où il joue pendant quatre saisons.
Il se reconvertit ensuite sur le banc de touche et entraîne le Toulouse athlétic club de 1980 à 1987, quand il est boulanger à Toulouse. 
Il s'installe à L'Isle-Jourdain en 1995 où il s'adonne à son métier de boulanger.[réf. nécessaire] Il meurt le 21 octobre 2011 à 18 h 30 dans sa boulangerie de L'Isle-Jourdain, 36 heures avant la finale de la Coupe du monde opposant la France aux All Blacks.

## Statistiques en équipe nationale
- Sélections en équipe de France : 4 en 1968.
- International B.
- International juniors.

## Palmarès
- Vainqueur de la Coupe René-Crabos en 1963  avec le CA Lannemezan.
- Finaliste de la Coupe Frantz Reichel en 1964 avec le CA Lannemezan.